# Nurbol Schumasqalijew
Nurbol Schärdemuly Schumasqalijew (kasachisch Нұрбол Жәрдемұлы Жұмасқалиев Nūrbol Järdemūly Jūmasqaliev, russisch Нурбол Жардемович Жумаскалиев Nurbol Schardemowitsch Schumaskalijew; * 11. Mai 1981 in Uralsk, Kasachische SSR, UdSSR) ist ein ehemaliger kasachischer Fußballspieler.

## Karriere

### Verein
Mit elf Jahren wurde Nurbol Schumasqalijews Talent entdeckt. Er kam zu Trainer Talghat Nurmagambetow nach Almaty, der die Aufgabe hatte, vielversprechende Fußballer zu fördern. Seine aktive Laufbahn begann er bei seinem Heimatverein FK Naryn Uralsk und wechselte für eine Saison zu Schetissu Taldyqorghan. Schumasqalijew spielte als Mittelfeldspieler von 2000 bis 2010 bei Tobol Qostanai. 2011 wechselte er zum Ligarivalen Lokomotive Astana, kehrte aber 2012 wieder zu Tobol Qostanai zurück. Mit 166 Treffern ist Nurbol Schumasqalijew der Topscorer der kasachischen Premjer-Liga.

### Nationalmannschaft
Am 14. November 2001 im Freundschaftsspiel gegen Estland bestritt Schumasqalijew sein erstes Länderspiel für Kasachstan. Mit 58 Länderspielen steht Schumasqalijew auf Platz drei der Rekordspieler der Kasachischen Fußballnationalmannschaft. Er erzielte dabei sieben Tore.

## Erfolge
Tobyl Qostanai
- Kasachischer Meister: 2010
- Kasachischer Pokalsieger: 2007
- UEFA Intertoto Cup: 2007

Lokomotive Astana
- Kasachischer Supercupsieger: 2011

Persönliche Auszeichnungen
- Fußballer des Jahres in Kasachstan: 2003, 2005, 2010